# South Harding (Dakota del Sur)
South Harding es un territorio no organizado ubicado en el condado de Harding en el estado estadounidense de Dakota del Sur. En el Censo de 2010 tenía una población de 314 habitantes y una densidad poblacional de 0,1 personas por km².

## Geografía
South Harding se encuentra ubicado en las coordenadas 45°23′37″N 103°30′52″O / 45.39361, -103.51444. Según la Oficina del Censo de los Estados Unidos, South Harding tiene una superficie total de 3026.85 km², de la cual 3019.16 km² corresponden a tierra firme y (0.25%) 7.67 km² es agua.

## Demografía
Según el censo de 2010, había 314 personas residiendo en South Harding. La densidad de población era de 0,1 hab./km². De los 314 habitantes, South Harding estaba compuesto por el 92.04% blancos, el 0% eran afroamericanos, el 3.18% eran amerindios, el 0% eran asiáticos, el 0% eran isleños del Pacífico, el 2.23% eran de otras razas y el 2.55% pertenecían a dos o más razas. Del total de la población el 4.14% eran hispanos o latinos de cualquier raza.